# Baståsasjö
Baståsasjö är en sjö i Borås kommun och Vårgårda kommun i Västergötland och ingår i Göta älvs huvudavrinningsområde. Sjön är 2 meter djup, har en yta på 0,287 kvadratkilometer och är belägen 222,1 meter över havet. Sjön avvattnas via bäcken över en berghäll, där näset är som smalast mot Stora Tränningen och sedan vidare genom en grävd kanal till Lilla Tränningen. Baståsasjön anges felaktigt på många kartor som Tränningen, men den strömmande bäcken över berghällen, gör att det finns en höjdskillnad mellan sjöarnas vattenytor. Gädda, abborre och mört finns i vattnet.

## Delavrinningsområde
Baståsasjö ingår i det delavrinningsområde (641780-132408) som SMHI kallar för Mynnar i Säven. vattendrag uppströms Baståsasjön är Stensjön och Björketjärn i Bollebygds kommun, där vattendelaren löper igenom gården Kvibacken. Medelhöjden är 217 meter över havet och ytan är 33,49 kvadratkilometer. Det finns inga avrinningsområden uppströms utan avrinningsområdet är högsta punkten. Torvån som avvattnar avrinningsområdet har biflödesordning 3, vilket innebär att vattnet flödar genom totalt 3 vattendrag innan det når havet efter 122 kilometer. Avrinningsområdet består mestadels av skog (71 procent) och sankmarker (15 procent). Avrinningsområdet har 2,13 kvadratkilometer vattenytor vilket ger det en sjöprocent på 6,4 procent.